# Skjeberg (localitate)
Skjeberg este o localitate din comuna Sarpsborg, provincia Østfold, Norvegia, cu o suprafață de 0,88 km² și o populație de 1.336 locuitori (2013).